# Елиот Енгел
Елиот Ленс Енгел (енгл. Eliot Lance Engel; Њујорк, 18. фебруар 1947) је амерички политичар који је служио као представник Државе Њујорк у Доњем дому Америчког Конгреса од 1989. до 2021. Као члан Демократске странке, представљао је округ који покрива делове северног Бронкса и јужни округ Вестчестер. 2019. године, након демократских успеха на изборима 2018., преузео је функцију председника Комитета за спољне послове Представничког дома.
Сматран је једним од Јастребова у америчкој спољној политици (заговорника радикалног америчког међународног интевенционизма).

## Одрастање
Енгел је рођен у Бронксу од мајке Силвије (рођене Блинд) и Филипа Енгела, радника у гвожђари. По његовим властитим речима, његови баба и деда су украјинског јеврејског порекла, из Одесе, Кијева и Винице.
Одрастао је у градској стамбеној четврти Истчестер Гарденс, док је јавне (државне) школе похађао у Њујорку. 1969. Енгел је дипломирао историју у Бронксу на Хантер колеџу. Потом је 1973. године стекао звање магистра из области вођења и саветовања на истој институцији. У фебруару 1987. стекао је титулу доктора права на Правном факултету у Њујорку.

## Политичка каријера
Енгел је био члан Скупштине Државе Њујорк од 7. марта 1977. до 1. јануара 1989.
Освојио је већину гласова на својим првим изборима за Конгрес 1989. победивши противкандидата Марија Биађија. Од 3. јануара 1989. до 3. јануара 2021. представљао је Државу Њујорк у Представничком дому Сједињених Америчких Држава. Током свог мандата био је члан неколико конгресних одбора (комисија-комитета) и интересних кокуса.

#### Конгресни одбори (комисије):
- Одбор за енергетику и трговину
- Подкомитет за енергетику
- Пододбор за здравство
- Комитет за спољне пословеЕлиот Енгел на паради поводом Дана Израела у Њујорку 23. маја 2004.Елиот Енгел између некадашњих украјинских политичара, министарке финансија Јареско и претседника владе Јацењука.

#### Интересни кокуси:
- Група за праћење арапско-израелског мировног споразума
- Кокус Албанаца у Конгресу
- Конгресни кокус о глобалној безбедности на путевима
- Конгресна хеленско-израелска алијанса
- Ад хок конгресни комитет за ирска питања
- Савет демократског руководства
- Демократска радна група за здравље
- Кокус за нафту и националну безбедност (оснивач и копредседавајући)
- Кокус савезника Израела
- Нова коалиција демократа
- Посланички клуб о људским правима
- Конгресни кокус у долини Худсон
- Међународни одбор за заштиту природе у Конгресу Сједињених Држава
- Конгресни одбор за уметност
- Конгресни састанак НекстГен 9-1-1
- Конгресни одбор Здравствено осигурање за све (један од оснивача)
- Конгресни одбор за равноправност ЛГБТ заједнице
- Кокус за климатска решења
- Америчко-јапански кокус
- Конгресни кокус за Аргентину (оснивач)

### Блискоисточна питања
Енгел је присталица признавања Јерусалима као главног града Израела. Године 2003. био је аутор "Закона о Сирији и обнављању суверенитета Либана", који је потписао председник Џорџ В. Буш 12. децембра 2003. године. У оригиналу: Syria Accountability Act  је дозволио ограничења америчких односа са Сиријом и казне за наводну окупацију Либана и наводне односе са терористичким групама.
Енгел је био један од водећих конгресних присталица Израела. Иако је подржавао резолуције које су критиковале и Израелце и Палестинце, његове критике израелске политике обично су била добронамерна упозорења на проблеме који иду на штету самог Израела. Године 2008. био је водећи демократа у резолуцији којом се осуђују палестински ракетни напади на израелске цивиле од стране Хамаса и других палестинских организација.
Убрзо након уласка у Конгрес, Енгел је подржао резолуцију којом је Јерусалим проглашен неподељеним главним градом Израела. Енгелов веома произраелски став био је у супротности са званичном америчком политиком све док децембра 2019. председник Доналд Трамп није усвојио резолуцију о Јерусалиму као главном граду Израела.
Енгел је 2016. био један од само 16 демократа који су се придружили групи од 200 републиканаца који су укинули меру којом би се забранила продаја касетних бомби Саудијској Арабији која је била у рату са Јеменом. У новембру 2018. ЦИА је утврдила да је саудијски престолонаследник Мохамед бин Салман наредио брутално убиство колумнисте Вашингтон поста Џамала Кашогија. Енгел је рекао за НПР да „не жели да види Салмана кажњеног“.
У јануару 2017. Енгел је представио резолуцију Представничког дома у којој осуђује Резолуцију 2334 Савета безбедности УН (United Nations Security Council Resolution 2334), којом је изградња израелских насеља на окупираним палестинским територијама осуђена као кршење међународног права.

### Кипар
Енгел је позвао на повлачење турских трупа са Кипра и написао је резолуцију 1996. којом се позива на демилитаризацију острва. Његов закон из 1994. дозволио је Стејт департменту Сједињених Држава да спроведе истрагу о пет Американаца који су нестали током турске инвазије на Кипар. Енгел је 17. маја 2007. добио награду Џорџ Параскеваидес, која се додељује онима који су "надахнути древним хеленским вредностима допринели нацијама и људима Кипра, Америке и Хеленима у савременом свету".

### Јерменија-Азербејџан
У септембру 2020. Енгел је изјавио да је „забрињавајућ утицај спољних актера попут Турске која се безобзирно меша“ у сукоб у Нагорно-Карабаху“.

### Инвазија на Ирак 2003.
Године 2002, иако су 133 члана Представничког дома гласала против, Енгел је гласао за резолуцију којом се председнику Бушу даје овлашћење да користи силу у Ираку. За напад на Ирак су гласали још двоје сенатора из Њујорка, Чак Шумер и Хилари Клинтон, као и скоро 300 других чланова Представничког дома Сједињених Држава. Након открића да су обавјештајни подаци достављени Конгресу били непоуздани, и каснијих проблема након што је Садам Хусеин свргнут, Енгел је изразио жаљење због своје одлуке да подржи инвазију на Ирак 2003. 2008. је јавно позвао на затварање логора Гвантанамо.

### Сукоб са Доналдом Трампом
Током церемоније инаугурације и свечаног говора Доналда Трампа, Енгел је одбио да се рукује са Трампом, под изговором да су "Руси учествовали у лажирању" америчких председничких избора.

## Поборник независности Косова
Албанско-амерички грађански савез, албанско-америчка лобистичка група у Вашингтону, додала је Енгела у свој састав истакнутих политичара почетком 1990-их.
Године 1996. Вашингтон Пост је писао: „Косовску ствар у Вашингтону одржава у животу мала група конгресмена предвођених послаником Елиотом Л. Енгелом“. Док је био члан Подкомитета за Европу и председавајући Кокуса за питања Албанаца у Конгресу, Енгел је активно заступао пропаганду Албанаца у Рату на Косову и Метохији 1999. и инсистирао да Амерички Конгрес прихвати једнострано проглашење независности Косова 2008. године.
У знак захвалности на подршци у остваривању њихових циљева, Албанци су по Енгелу назвали улицу у Пећи и пут од Ђаковице према Кукешу у Албанији. Енгел је био први страни политичар који се обратио парламенту привремених приштинских власти.